# Зоран Ненезић
Зоран Д. Ненезић (Београд, 16. децембар 1952 — Београд, 25. март 2021) био је српски књижевник, публициста, историограф и новинар.

## Биографија
Зоран Ненезић рођен је 16. децембра 1952. године у Београду. Завршио је Филолошки факултет у Београду — групу за српскохрватски језик и југословенску књижевност. Писао је прозу и поезију и бавио се новинарством.
Аутор је више најобухватнијих и најдокументованијих књига на српском језику везаних за слободно зидарство.
Преминуо је 25. марта 2021. године у Београду.